# کارچارودینی
کارچارودینی (نام علمی: Carcharodini) نام یک تبار از زیرخانواده جهنده گسترده‌بالان است.